# Västerbergslagens kontrakt
Västerbergslagens kontrakt, före 1995 Norrbärke kontrakt, är ett kontrakt inom Svenska kyrkan i Västerås stift. Kontraktet ligger i sydvästra Dalarna. 
Kontraktskoden är 0506.

## Administrativ historik
1747 utbröts de församlingar ur kontraktet som då bildade Västerdals kontrakt. 1798 eller något senare återfördes Säfsnäs församling till detta kontrakt som då omfattade: 
- Grangärde församling som 2010 uppgick i Gränge-Säfsnäs församling
- Grängesbergs församling som 2010 uppgick i Gränge-Säfsnäs församling
- Säfsnäs församling som 2010 uppgick i Gränge-Säfsnäs församling
- Ludvika församling
- Norrbärke församling som 2022 uppgår i Bärke pastorat
- Söderbärke församling som 2022 uppgår i Bärke pastorat
- Malingsbo församling uppgick 1970 i Söderbärke församling

1 januari 2007 tillfördes från Västerdals kontrakt
- Järna församling som 2010 uppgick i Järna med Nås och Äppelbo församling
- Äppelbo församling som 2010 uppgick i Järna med Nås och Äppelbo församling
- Nås församling som 2010 uppgick i Järna med Nås och Äppelbo församling

1 januari 2022 bildade Söderbärke församling och Norrbärke församling ett gemensamt pastorat, Bärke pastorat.